# Carro merci

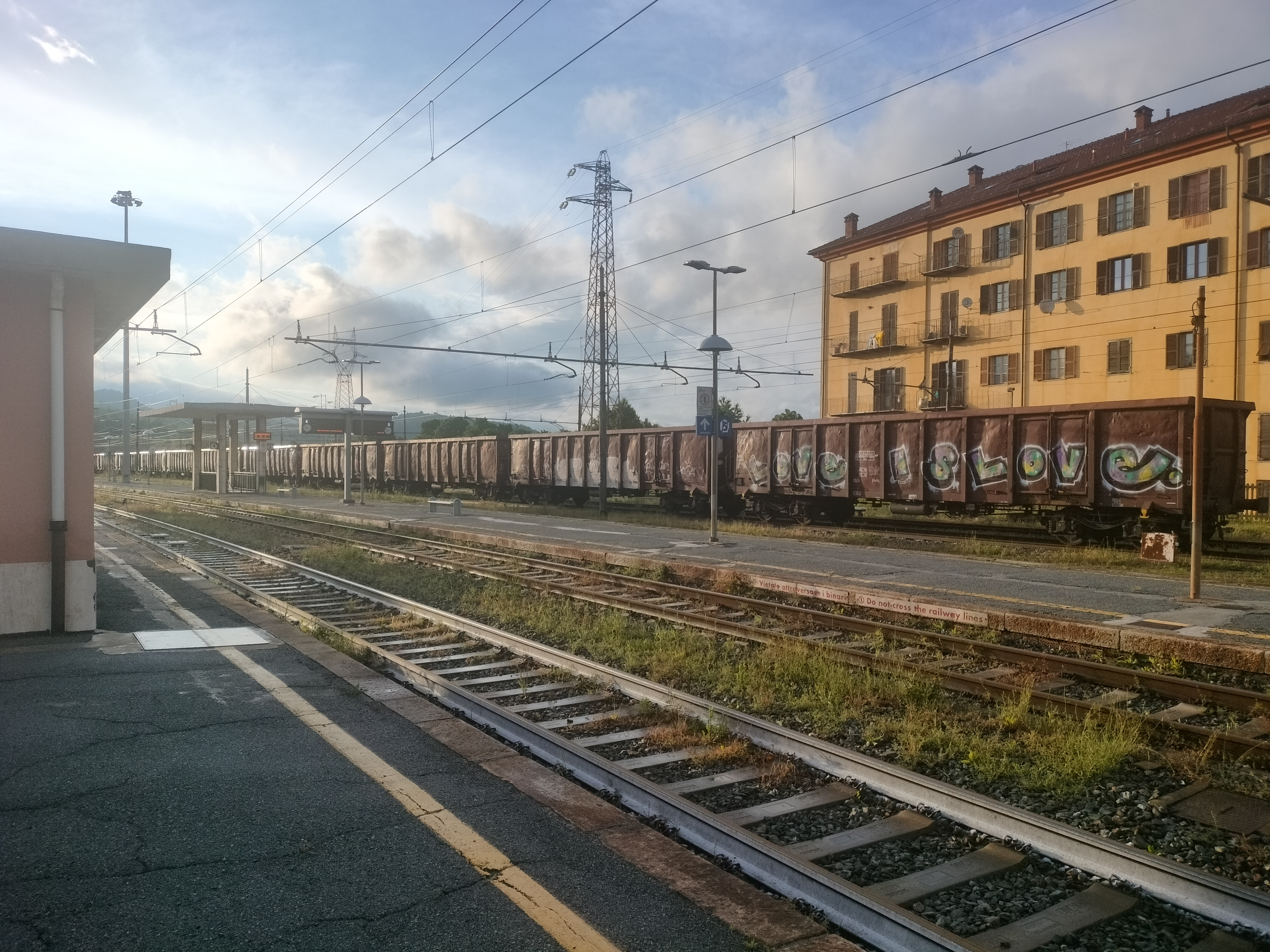
Carri merci aperti di tipo E stazionati nel fascio binari dedicato nella stazione di San Giuseppe di Cairo

Carro merci è il nome usato nella bibliografia ferroviaria e nel linguaggio corrente per indicare i veicoli ferroviari trainati da un locomotore e destinati al trasporto delle merci o a usi di servizio. Comunemente sono anche chiamati vagoni o carri ferroviari.
Realizzati nel corso dei decenni in vari tipi a seconda delle merci trasportate e della modalità utilizzata (traffico diffuso, trasporto intermodale), i carri merci sono generalmente di proprietà di detentori, aziende specializzate nel noleggio di questo tipo di rotabili, dei clienti finali del trasporto o delle imprese ferroviarie.

## Storia
L'introduzione dei carri ferroviari è precedente all'invenzione della locomotiva: ben prima dell'invenzione della trazione a vapore per il lavoro di miniera erano usati rudimentali carri a cassone, trainati da muli su binari.
Nel 1877 entrò in servizio il primo carro frigorifero, che trasportava carne congelata da Chicago e Kansas City fino a New York.
A partire dall'inizio del ventunesimo secolo anche in Europa si assistette a una concentrazione dei detentori, che portarono alla scomparsa di marchi storici come L'Ausiliare, acquisiti da società di maggiori dimensioni come VTG AG.

## Tecnologia

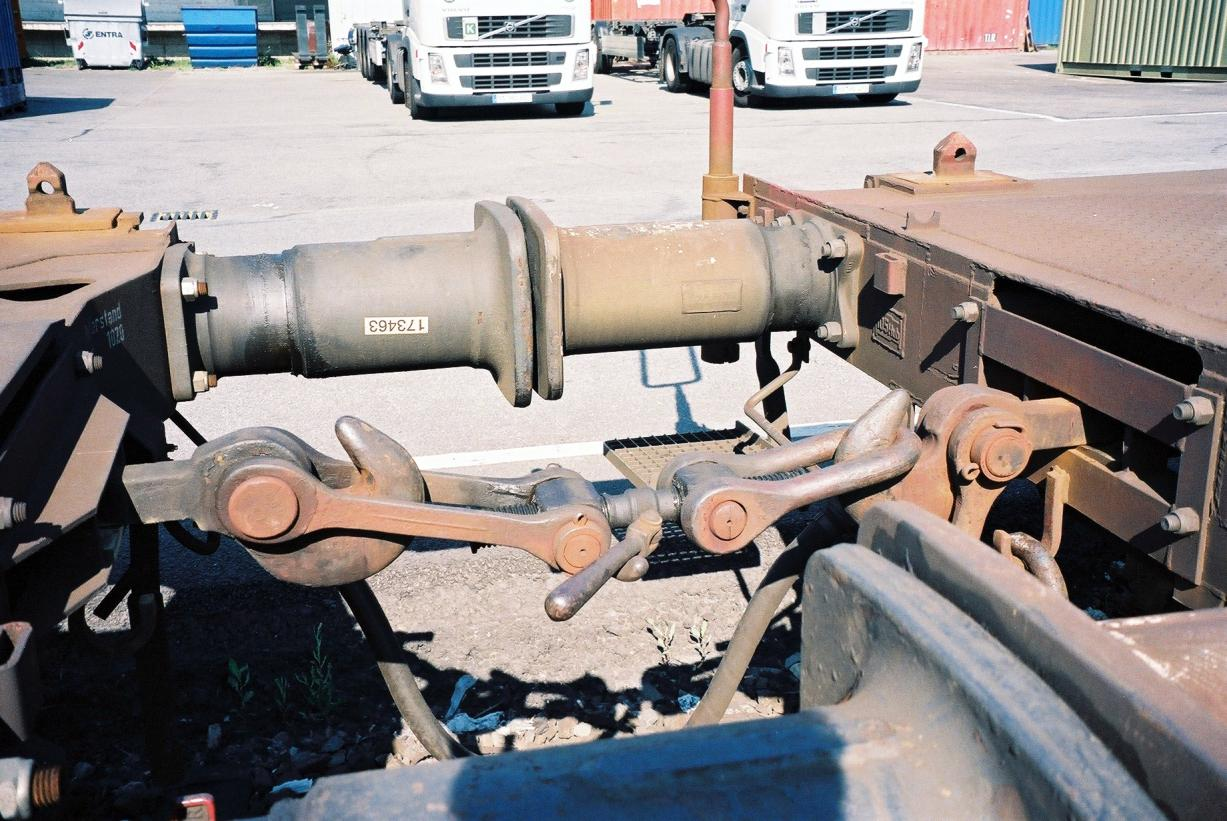
Gancio ferroviario e respingenti

RodiggioI carri possono essere di due tipi: a 2 assi o a carrelli. I carri a 2 assi hanno solo 4 ruote, mentre i carri a carrelli ne possono avere 8 o più (anche se la normalità è 2 carrelli per un totale di 4 assi). Esistono anche carri speciali, come quelli a tre assi per trasporto di auto, quelli usati principalmente per il trasporto minerario, metallurgico o di carichi speciali, a 12 o più assi distribuiti su 4 carrelli o a 8 assi su 2 carrelli da 8 ruote ognuno.
StrutturaI carri possono essere "semplici", "articolati" con uno snodo centrale, "accoppiati" o "complessi", cioè composti dall'unione di due semicarri. Inoltre possono essere costruiti con struttura più o meno rigida a seconda del loro tipo. I tipi di carro con struttura più rigida sono i carri serbatoio e i carri tramoggia.
Velocità omologataI carri ferroviari sono omologati per 100 km/h, con eccezioni per mezzi per le lunghe distanze omologati a 120 km/h.
Portata massimaLa portata di un carro merci dipende dalla linea cui esso è abilitato e dalla sua tara. I carri più moderni sono abilitati alla linea "D" che consente una portata lorda (carico + tara) pari a 22,5 tonnellate/asse (90 tonnellate per carri a 4 assi). La tara di un carro merci a 4 assi varia, a seconda del tipo, dalle 16 alle 35 tonnellate: ne consegue una portata in linea "D" variante tra le 55 e le 74 tonnellate. I carri a due assi (40 tonnellate lorde su linee "C") sono in numero sempre minore e vengono utilizzati per esigenze molto particolari (spedizione di piccoli quantitativi o di merci a basso peso specifico). Le prove di circolazione su carri a due assi per linee "D" (45 tonnellate lorde) non hanno dato esiti soddisfacenti.
Organi di trazionePer consentire un'unione sicura dei carri tra loro e con la locomotiva, si utilizzano specifici ganci di trazione dotati di tenditori e montati direttamente su una parte rigida del telaio denominata castelletto. I ganci possono essere continui o discontinui e si differenziano per la diversa reazione elastica del telaio alla forza di traino.
Organi di repulsioneGli organi di repulsione, detti anche respingenti, hanno lo scopo di impedire un avvicinamento pericoloso dei carri tra di loro nel caso di decelerazioni o curve. Possono essere rigidi, a molla o elastici.
Aggancio automaticoIn alcune amministrazioni ferroviarie, come ad esempio quelle degli Stati Uniti d'America, gli organi di trazione e repulsione sono unificati nel cosiddetto aggancio automatico, che integra anche le condotte pneumatiche del freno.
SospensioniPossono essere a balestre laminate o a molle elicoidali. Le sospensioni ad aria compressa usate sulle carrozze passeggeri sono inadatte all'utilizzo su carri.

## Tipologia del carro ferroviario

### Carri per il trasporto di merci

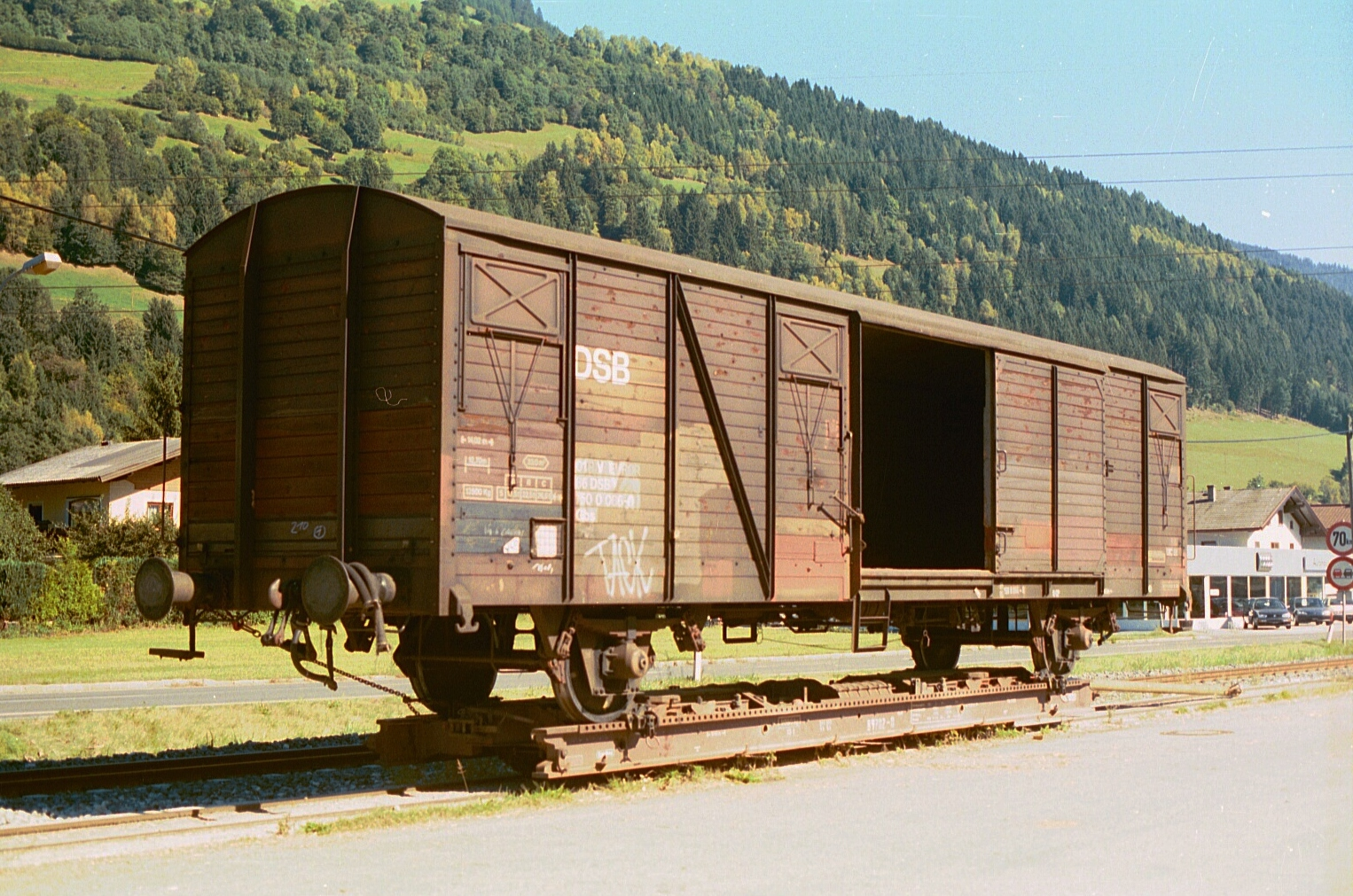
Carro ferroviario 2 assi tipo Gs per merci generiche.

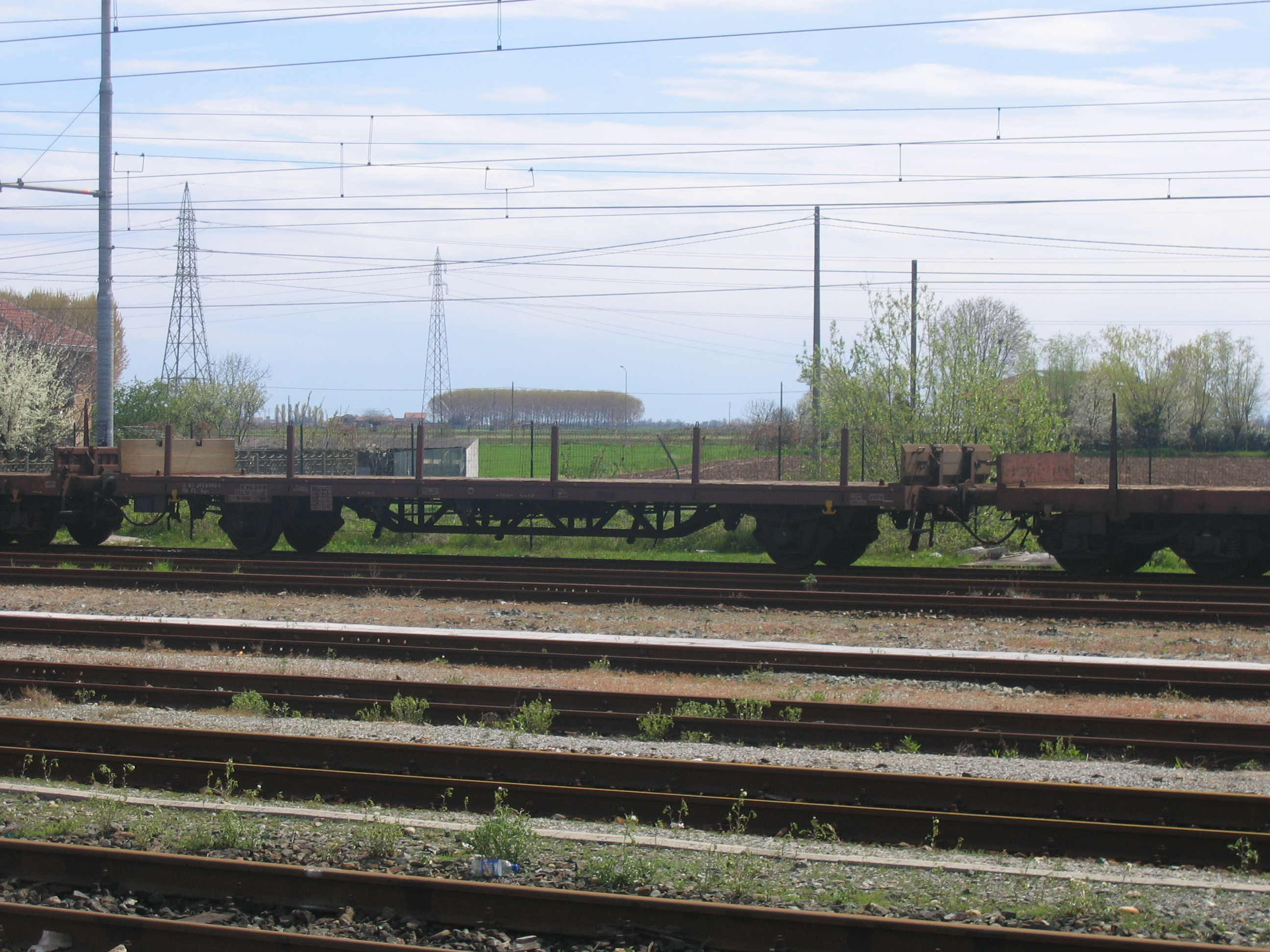
Carro aperto tipo K.

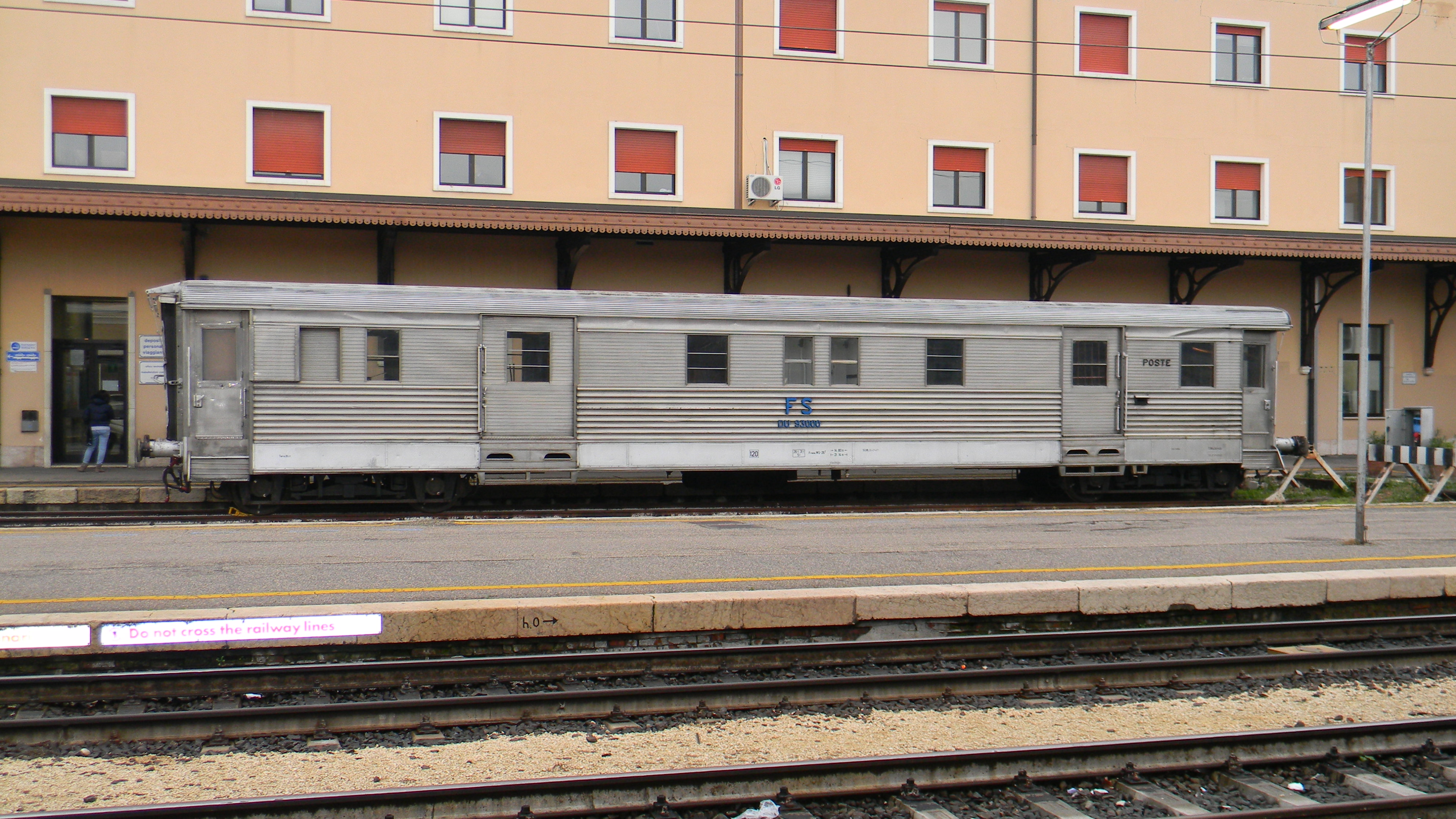
Bagagliaio postale serie DU 93000 delle FS.

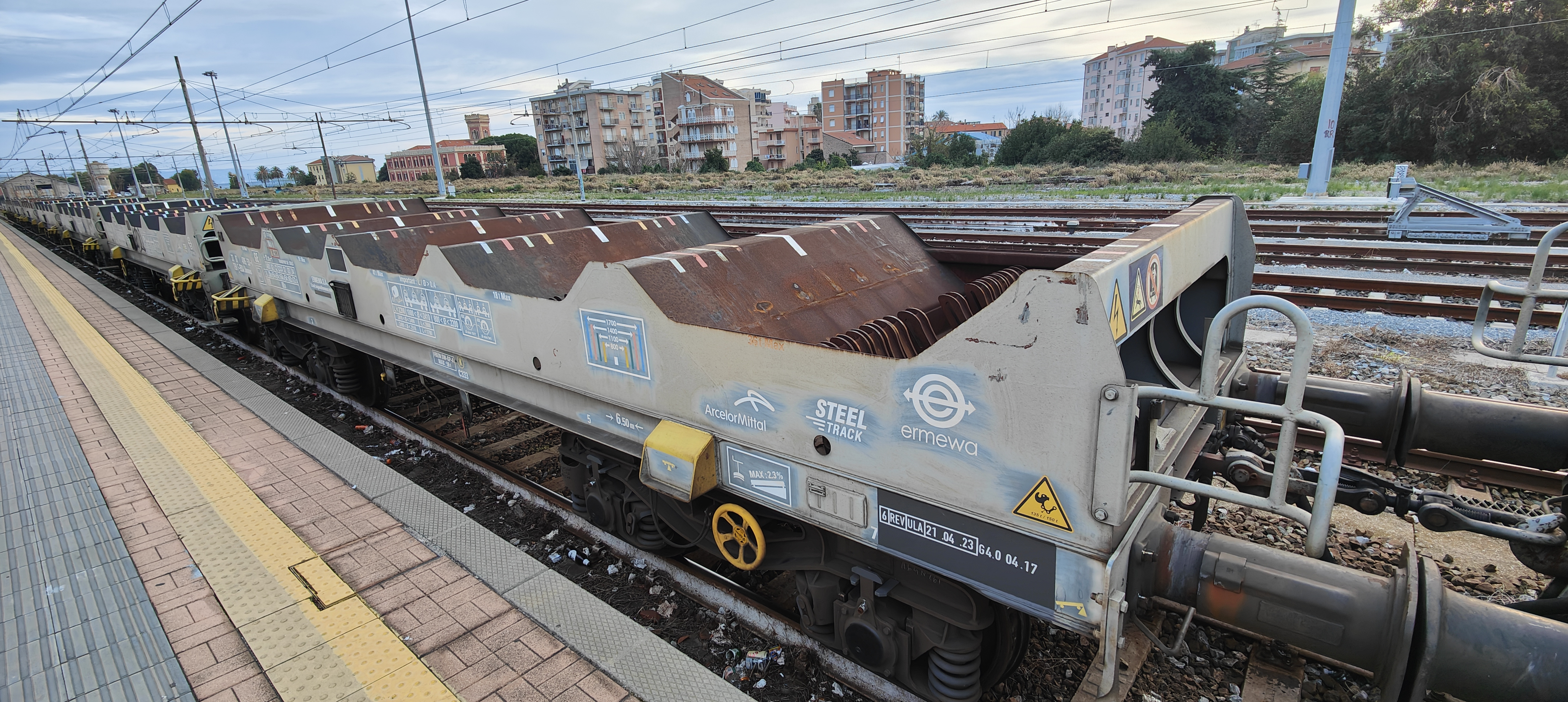
Carro tipo Shimmns a 5 comparti porta coils le bobine in acciaio

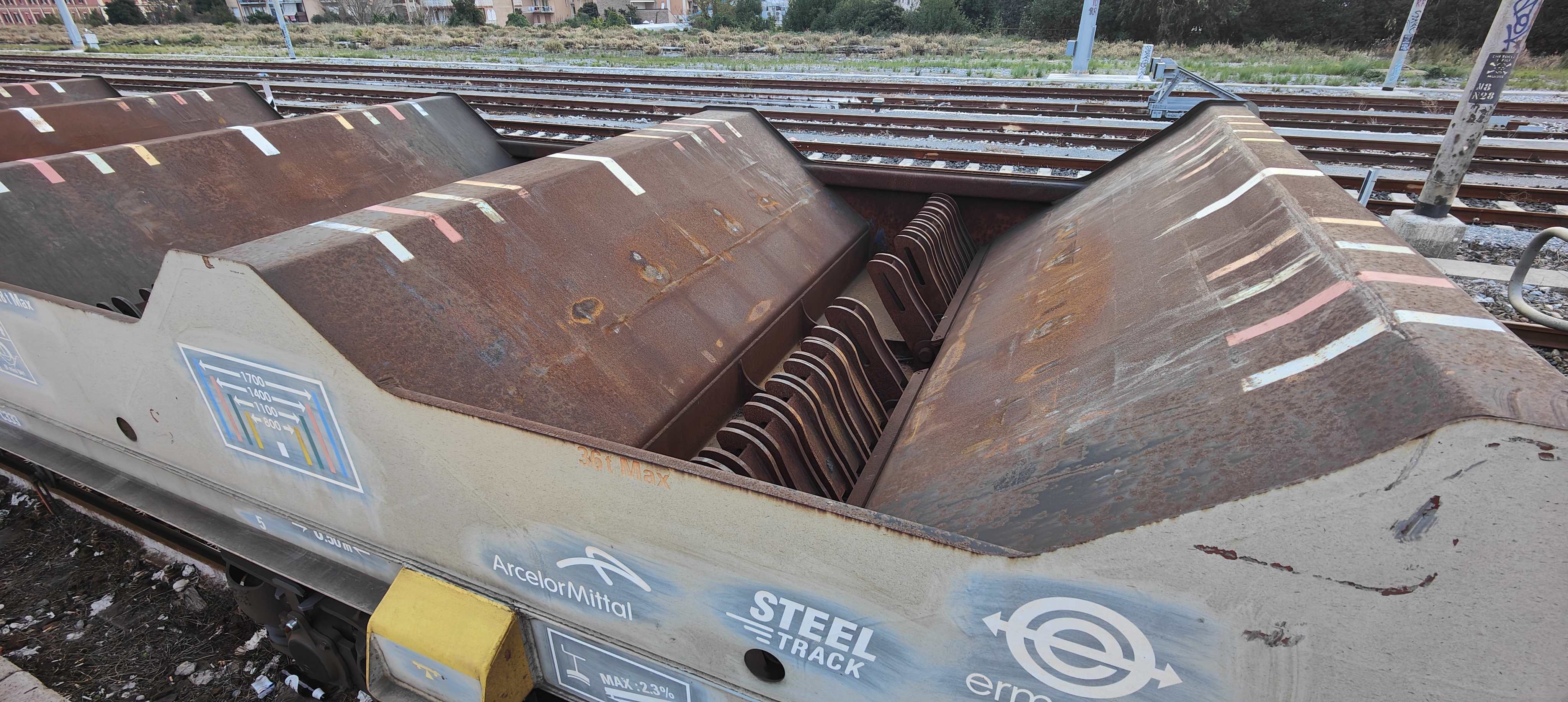
Alloggiamento per una bobina d'acciaio di un carro Shimmns. Le bobine vengono caricate in comparti diversi del carro a seconda dei pesi ammessi

Esistono normalmente nelle versioni a 2, a 3 e a 4 assi dello stesso tipo ma portata diversa.
- Carro per merce varia, chiuso, con porte laterali di carico e scarico. È il carro ferroviario per antonomasia e contemporaneamente quello da più tempo in circolazione; nella sua versione più grande a 4 assi ha una lunghezza di circa 20 m, una superficie di carico utile di 53 m², un volume che raggiunge i 135 m³ e una portata netta che può arrivare a 50.000 kg. Recentemente hanno cominciato a diffondersi anche i vagoni con pareti laterali scorrevoli in sostituzione delle porte centrali fisse, migliorando la capacità di carico e scarico delle merci su pallet.
- Carro per merce lunga, aperto in alto, eventualmente accessoriato con sponde di varia altezza o con piantoni fermacarico. Viene usato per il trasporto di materiali caricabili dall'alto (es. tronchi d'albero e barre di acciaio), ha misure di lunghezza, area e portata utile similari al carro chiuso. In talune versioni è fornito di teli semirigidi per la protezione del materiale trasportato.
- Carro a temperatura controllata tipo "INTERFRIGO". Fornito di appositi compressori e grazie alle pareti coibentate consente di controllare la temperatura interna durante il trasporto, evitando di interrompere la catena del freddo nel caso di trasporti alimentari, oppure di evitare il gelo ai materiali a esso sensibili durante i mesi più freddi dell'anno.
- Carro a tramoggia. Consente il carico di merci sfuse dall'alto e il loro scarico tramite ribaltamento laterale del vagone stesso. Viene utilizzato per il trasporto di materie prime come ad esempio il carbone.
- Carro cisterna, carro serbatoio o ferrocisterna. Adatto al trasporto di merci liquide, il cui esempio più classico è quello relativo ai derivati del petrolio, è fornito di appositi bocchettoni per il carico nella parte superiore e di uno o più scomparti divisori interni. La maggior parte dei vagoni di questo tipo è di proprietà privata essendo progettati per il trasporto di uno specifico tipo di materiale difficilmente compatibile con altri.
- Carro silo. Come per il precedente ma per merci polverose e granulari, anche in questo caso, per la maggior parte, di proprietà privata.
- Carro bisarca (per trasporto di auto). È in genere a 3 assi e formato da due livelli di carico, accessoriato con rampe alle estremità per consentire un agevole carico e scarico. Anche questo tipo di vagoni è normalmente posseduto da aziende specializzate in questo tipo di trasporto.
- Carro porta-container. È un vagone fornito di semplice piano di appoggio ma con agganci specifici per i container. Utilizzato per il trasporto intermodale.
- Carro ultrabasso. Utilizzato per il trasporto di autosnodati, o autotreni con rimorchio, le cosiddette Autostrade viaggianti, ha carrelli di 4 assi ciascuno ed è equipaggiato con ruote di diametro ridotto onde ottenere un piano di carico molto più basso rispetto agli altri tipi di vagoni il che permette di trasportare gli autocarri rientrando nei limiti di sagoma prescritti.
- Carro siluro o carro siviera. Contenitori a forma allungata rivestiti internamente di materiale refrattario, all'interno dei quali viene colata la ghisa fusa per il trasferimento in acciaieria.
- Carro porta bobine di acciaio (coil) con carrelli a 2 assi: presenta generalmente 5 comparti come il carro tipo Shimmns. Solitamente vengono sistemati, a seconda del diametro, due rotoli da 18 ton. ai lati oppure due da 36 ton. sempre ai lati e uno centrale da 41 ton. (peso massimo consentito). Sul carro viene indicata obbligatoriamente la disposizione e il comparto giusto diviso per pesi e diametro.

### Carri di servizio
- Carro riscaldo
- Carro soccorso
- Carro scudo
- Carro gru
- Carro motogeneratore